# Erik Westerling
Pehr Erik Westerling, född 30 juni 1819 i Stockholm, död 10 februari 1857 i Stockholm, var en svensk tecknare, målare och teckningslärare.
Han var son till konduktören Gustaf Erik Westerling och Christina Lovisa Westerling. Han är mest känd för sina återgivningar av olika värmländska bruksorter som han tecknade till Frans von Schéeles planschverk Wermland i teckningar som utgavs 1858. Förutom bruksteckningar består hans konst av arkitekturbilder och landskapsskildringar utförda i, olja eller akvarell. Westerling är representerad vid Jernkontoret och Uppsala universitetsbibliotek.